# Chalazion

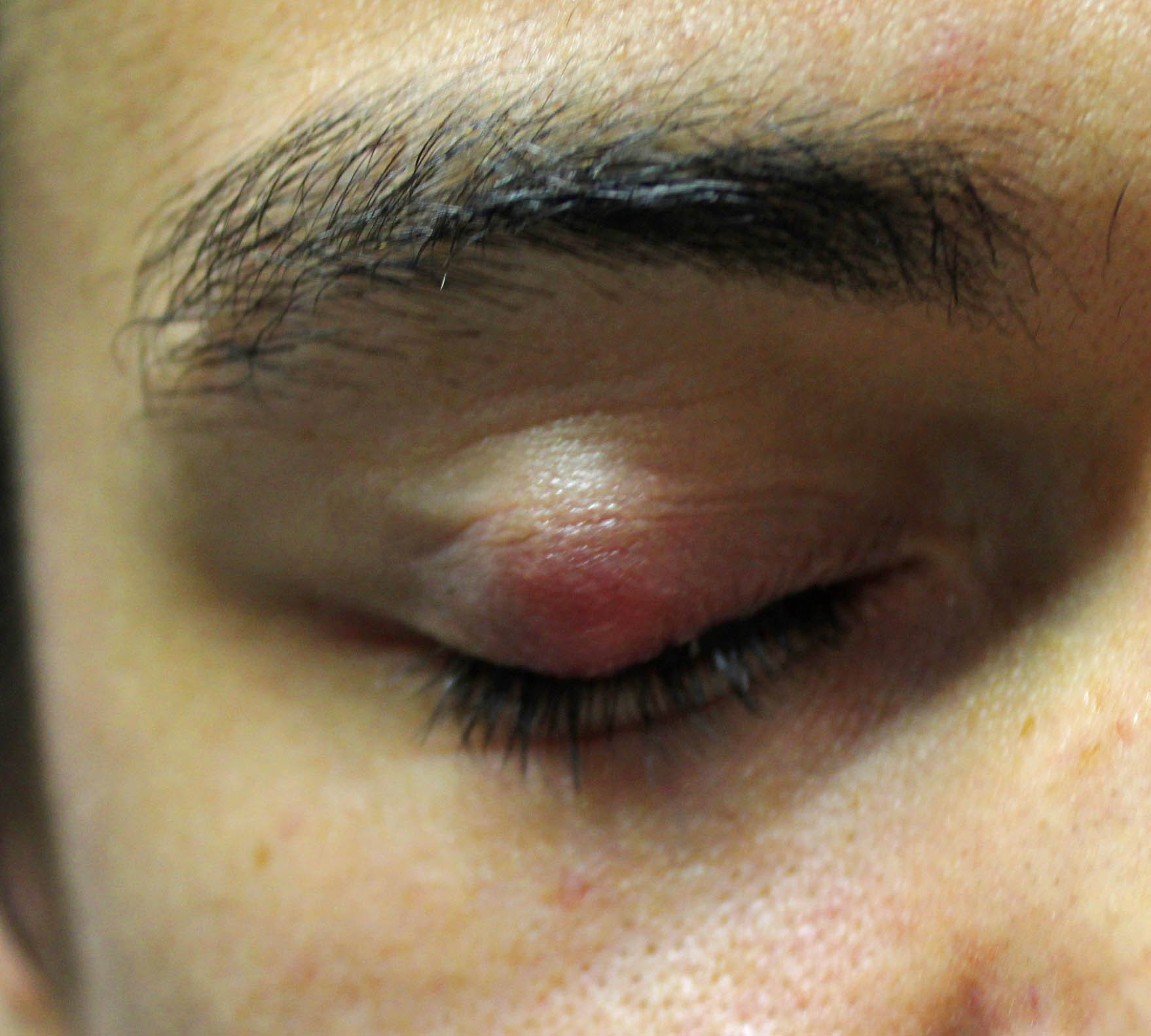
Chalazion

Als Chalazion (altgriechisch χαλάζιον chalázion, deutsch ‚kleiner Hagel‘) oder auch Hagelkorn wird eine chronische, von einer Meibom-Drüse ausgehende, meist schmerzlose, langsam entstehende, granulomatöse Entzündung am Rand des Augenlids bezeichnet. Die Ursache ist meist eine Verstopfung des Drüsenausführungsganges durch chronische Follikulitis. Knapp unterhalb der Lidkante kann dabei eine traubenkern- bis haselnussgroße, schmerzlose und nicht verschiebliche Auftreibung getastet werden.
Differentialdiagnostisch muss an ein Karzinom der Meibom-Drüse, an ein Basaliom oder sonstige bösartige Erkrankungen der Lider gedacht werden. Eine akute Entzündung der Meibom-Drüse (Gerstenkorn) kann Ausgangspunkt eines Hagelkorns sein.

## Ursachen
Ein Hagelkorn kann entstehen, wenn die Sekret produzierenden Meibom-Drüsen chronisch verstopft sind und das Sekret nicht abfließen kann. Risikofaktoren bei der Ausbildung der Entzündung können sein:
- Chronische Lidrandentzündung
- Acne rosacea
- Seborrhö
- Tuberkulose
- Virus-Infektionen des Auges

## Therapie
Die Therapie ist je nach Größe unterschiedlich. Bei kleineren Hagelkörnern kann konservativ vorgegangen werden, was bedeutet, dass eine spontane Rückbildung abgewartet wird. Das Hagelkorn wird mit physikalischer Therapie (Anwendung trockener Wärme, Infrarotlicht) behandelt. Die Heilung kann durch das Auflegen warmer Kompressen auf das betroffene Auge für ca. 15 Minuten 4- bis 6-mal pro Tag verbessert werden. Die Wärme kann verhärtetes Sekret aufweichen, welches den Ausführungsgang blockiert. Bei Infektion können auch lokal Antibiotika in Form von Tropfen und Salbe eingesetzt werden.
Ein Hagelkorn verschwindet ohne Behandlung oft innerhalb einiger Monate. In den meisten Fällen bildet es sich innerhalb zweier Jahre komplett zurück.
Bei größeren Hagelkörnern bzw. bei ausbleibender Besserung unter konservativer Therapie kann unter Lokalanästhesie eine chirurgische Entfernung durchgeführt werden. Hierbei besteht das Risiko einer bleibenden Lidkantenverletzung, weshalb erfahrene Operateure die Entfernung vornehmen sollten. Um das Vorliegen einer bösartigen Erkrankung auszuschließen, ist eine histologische Untersuchung des entfernten Materials empfehlenswert.